# 総務会
総務会（そうむかい）とは、日本の保守政党において党の運営及び活動方針を審議する機関。革新政党では中央委員会などが総務会に相当する。

## 概説
日本の保守・自由主義を採用する政党では、明治以来設置されていた。また、政党のなかった戦時下においては院内会派に設置されていた。通常は代議士クラスのメンバーで構成されており、党内における地位も高く、その長は総務委員あるいは総務会長とも呼ばれ、党首が空席の場合には単独もしくは複数の総務委員（総務会長）が党首を代行した例もある。自由民主党では党内対立を国会審議に持ち込まないようにするため、内閣が国会に法案を出す前に党総務会の了承を得る「事前審査制」を1962年に確立。このため、自民党では総務会を取り仕切る総務会長は幹事長に次ぐナンバー2に位置づけられる。しかし、後に幹事長の権限が高まり、更に戦後に入ると政務調査会長を長とする政務調査会の地位も向上したため、その役割は低下しつつある。総務会は全会一致を慣例としており、党内での根回しができるベテランが務めることが多い。
民主党は1999年に次の内閣の設置に伴い総務会を廃止したが、民主党の流れを汲む国民民主党が2018年に結成された際は総務会が設置された。これは、前身である民主党や民進党では常任幹事会で決めた方針に従わない議員が出て混乱に陥り「決められない党」と批判された経緯から、自民党の方式を取り入れて政策決定システムを整える狙いがあった。
日本維新の会の総務会は上記の自民党や国民民主党の総務会とは名前を同じくするものの役割が大きく異なり、党の組織活動、広報宣伝活動、交流活動等の総務を担当する部署として設置されている。

## 主要政党・政治団体の総務会長
(2025年8月現在)
自由民主党
- 総務会長 - 鈴木俊一
  - 総務会長代行 - 逢沢一郎
  - 総務会長代理 - 梶山弘志、野上浩太郎

日本維新の会
- 総務会長 - 高木佳保里
  - 総務会長代行 - 佐々木理江

日本保守党
- 衆議院総務会長 竹上裕子[4]

大阪維新の会
- 総務会長 - 黒田真梨子（大阪市会議員）
  - 総務会長代行 - 中川誠太（大阪府議会議員）

都民ファーストの会
- 総務会長 - 荒木千陽（東京都議会議員）

京都党
- 総務会長 - 神谷修平（京都市会議員）

幸福実現党
- 総務会長 - 松島弘典（非議員）

## かつて総務会を設置していた政党及び院内会派
- 進歩党（1896-1898）
- 憲政党
- 憲政本党
- 帝国党
- 立憲政友会
- 立憲国民党
- 立憲同志会
- 憲政会
- 政友本党
- 立憲民政党
- 国民同盟
- 翼賛議員同盟
- 翼賛政治会
- 大日本政治会
- 日本自由党
- 日本進歩党
- 民主党（1947-1950）
- 民主自由党
- 自由党（1950-1955）
- 国民民主党（1950-1952）
- 日本民主党（1954-1955）
- 新党さきがけ
- 新進党
- 自由連合
- 太陽党
- 改革クラブ（1998-2000(手続き上は1998-2002)）※2008年に結成された同名の政党とは別組織
- 民主党（1998-2016）※1999年に次の内閣の設置に伴い廃止
- 保守党※加藤六月総務会長の第42回衆議院議員総選挙不出馬引退に伴い廃止
- 新党日本
- 改革クラブ（2008-2010）
- 日本維新の会 (2012-2014)
- 次世代の党
- 維新の党
- 国民民主党 (2018-2020)